# مرشد العسل الأصغر
مرشد العسل الأصغر أو دليل المناحل الأصغر (الاسم العلمي: Indicator minor) (بالإنجليزية: Lesser Honeyguide)‏ هو نوع من الطيور يتبع جنس مرشد العسل من فصيلة مرشدات العسل.